# Catherine de Coëtivy
Catherine de Coëtivy est née vers 1460 et décède en 1529, dame du Vieil-Averton.
Elle est la fille d'Olivier de Coëtivy, seigneur et comte de Taillebourg, conseiller et chambellan du roi, sénéchal de Guyenne, et de Marie de Valois, bâtarde de France, fille naturelle du roi Charles VII et d'Agnès Sorel. En 1478, elle épouse Antoine de Chourses (de Sourches) († vers 1484/1485), conseiller-chambellan de Louis XI puis de Charles VIII, capitaine-gouverneur d'Angers, cadet de la famille Chourses-Malicorne, seigneur, au Maine, de Boul(l)ay, du Bois-de-Maine et du Vieil-Averton (1484) (cf. Patrimoine des Pays de la Loire : le Bois de Maine ; et Racines&Histoire : Chourses, p. 9), et, en Poitou, de Maigné (non Maigné au Maine) et d'Echiré. 
Par acquisition sans doute, le Vieil-Averton était passé en 1488 à Catherine de Coëtivy, veuve d'Antoine de Chources et bail d'Antoine de Chources, son fils ; elle eut de graves démêlés avec le seigneur du Bourg-d'Averton ; elle était encore dame d'Averton avec Jacques de Chources en 1500, et n'était pas morte en 1523.

## Collection de livres

### Naissance d'un couple de bibliophiles

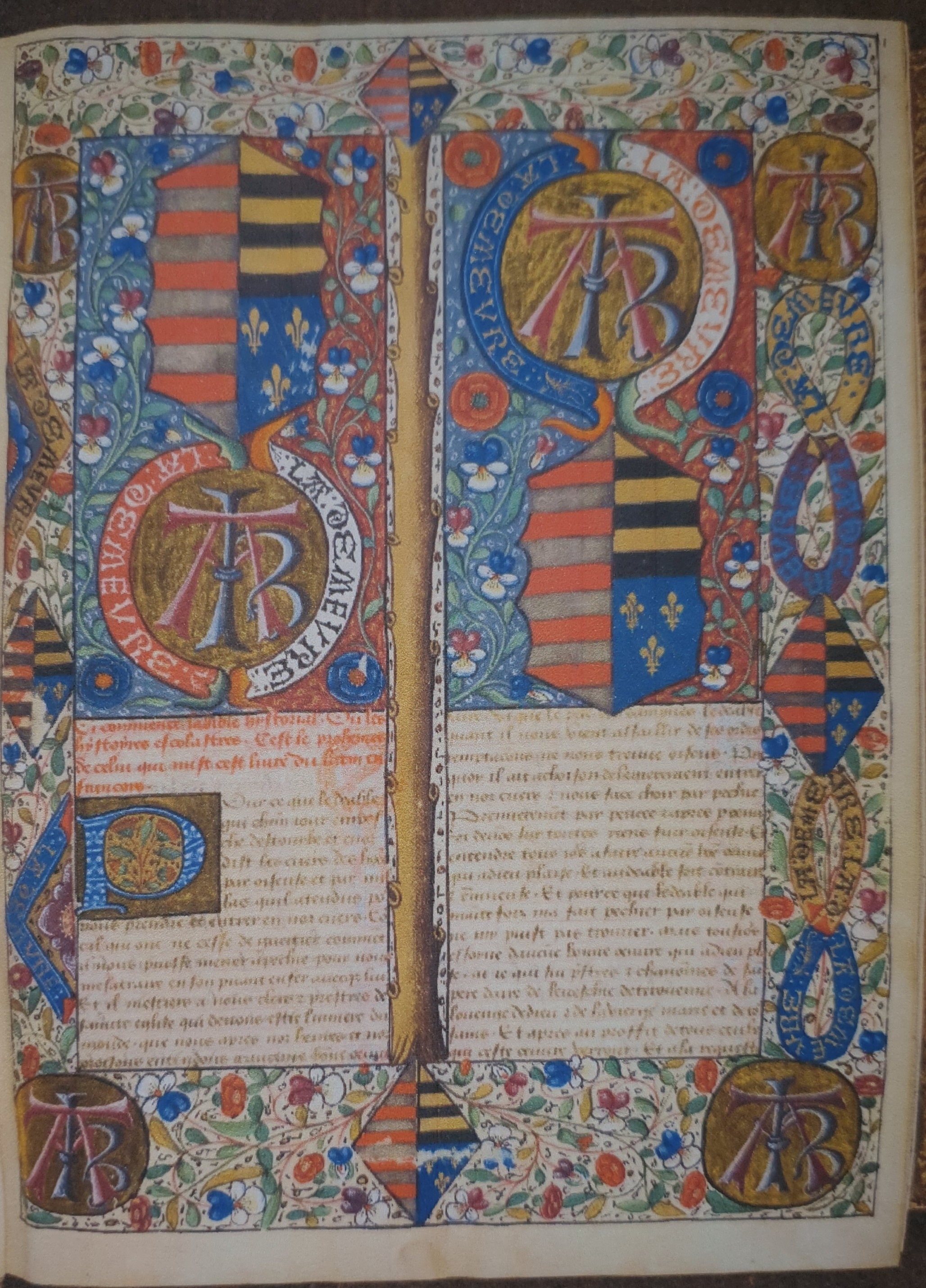
Bible historiale, ms 0023, musée Condé, Chantilly, folio 1.

La bibliophilie apparaît en Bretagne, au moment où les familles de l’ouest de la France détiennent le pouvoir ou sont proches du pouvoir : c’est le signe d’une véritable réussite sociale. Prigent de Coëtivy est amiral de France et Alain IV de Coëtivy est évêque d’Avignon puis cardinal. Ces deux personnages de la famille Coëtivy sont de grands amateurs et collectionneurs de livres. Catherine de Coëtivy apprend à lire avec sa mère et avec Jeanne Raguenel de Malestroit. Jeanne était aussi une grande bibliophile bretonne avec son mari; avec l'appui de Louis XI, elle va parfaire l'éducation de Catherine. Jeanne Raguenel de Malestroit est par son mariage avec Tanguy IV du Chastel, parente de Catherine, elle-même, petite-fille d’une du Chastel. Catherine de Coëtivy et Antoine de Chourses étaient de grands bibliophiles bretons. Après leur mariage, ils commencent à former une collection admirable de manuscrits et font marquer de leurs armes et de leur monogramme, l’intégralité des ouvrages. Cette collection contient environ trente manuscrits acquis par le couple, mais aussi acquis par Catherine après la mort de son mari. Dans l’intégralité des livres, les armes de Catherine de Coëtivy et de son époux prennent la forme d’un écu parti, au 1 : d’argent à cinq burelles de gueules (Chourses) ; au 2 : en chef, fascé d’or et de sable (Coëtivy) ; en pointe, d’azur à trois fleurs de lys d’or, à un filet d’argent posé en barre (Marie, bâtarde de Valois). Le goût des commanditaires s’affine d’année en année jusqu’à constituer un ensemble de manuscrits dits « à la licorne », que l’on peut comparer aux manuscrits des Flandres. Cela est en partie expliqué par le fait qu’Antoine exerce en Flandres, la fonction de gouverneur de Béthune. Puis, à la mort de celui-ci en 1485, Catherine de Coëtivy continue la collection de manuscrits, qu’elle personnalise avec ses propres armes losangées : caractéristique de l’héraldique des femmes. Sur les derniers livres qu’elle commande, comme la Bible historiale, Catherine fait apposer sa nouvelle devise « Là demeure ».

### Les débuts de la collection
Les manuscrits des débuts de la collection d’Antoine de Chourses et de sa femme sont des manuscrits achetés et commandés, dont les armes sont ajoutées sur les folios. Pour ces manuscrits, les armoiries ont la particularité d’être simples, dans une forme rectangulaire. Les armes sont placées dans les marges, où il reste des espaces vides. Dans un des manuscrits achetés par le couple, les armoiries sont présentées dans une lettrine et dans un second manuscrit, les armes font le rôle de séparation entre deux scènes d’une miniature sur le folio 4r de la Cité de Dieu. Dans chacun de ces manuscrits des débuts de la collection Chourses-Coëtivy, nous retrouvons les armes du couple accompagnées de leur monogramme « AK ». Pour leur mariage, les époux reçoivent des manuscrits en cadeaux de mariage, comme le Bréviaire dominicain. Le Bréviaire dominicain fut commandé par Gillette de Derval en 1473, puis offert à Catherine de Coëtivy et Antoine de Chourses en 1478 pour leur mariage. Gilette de Derval est la mère de Jeanne Raguenel de Malestroit celle-ci qui éduqua Catherine de Coëtivy, et la sœur de Jean de Derval : célèbre mécène et collectionneur avec sa femme Hélène de Laval. Antoine et Catherine étaient donc déjà en lien avec le monde culturel et livresque angevin, mais aussi breton. 
Par la suite, le couple fait de grandes acquisitions dont les manuscrits sont richement décorés. Dans ces manuscrits, le couple continue d’inscrire leurs marques de possession que sont leurs armes et leur monogramme, mais ajoute quelquefois un emblème animal : la licorne. La licorne demeure le symbole de la « force intérieure, l’illumination et la manifestation du divin. », ainsi que la rose, symbole de la spiritualité et de l’amour. Cette licorne fait allusion au titre du père d’Antoine de Chourses, qui était « Seigneur de Malicorne ». Cet élément peut nous faire dire que Catherine n’aurait pas participé à la collection de manuscrits du temps de son époux. D’une part, les manuscrits des débuts de la collection du couple ne reflètent pas le goût esthétique d’une femme, et d’autre part les marques de possession ne prennent pas la forme d’écus losangés, et la licorne est uniquement l’attribut d’Antoine. Dans les premiers manuscrits achetés par le couple, la licorne ne figure pas encore à côté de l’écu. En effet, les manuscrits les plus anciens datant du XIIIe siècle qui ont été achetés par le couple ne présentent pas de décors profus. Il est pour cela difficile pour les enlumineurs de disposer les armes du couple, donc, ils vont placer les armes dans les espaces vides comme dans Historia scholastica. Pour figurer les armoiries, il existe des formes diverses. Les formes sont variables selon les régions, se diffusent et s’emploient dans l’ensemble de l’Europe. Les manuscrits réalisés plus tardivement et qui sont achetés ou commandés par le couple se composent de marges richement décorées dont les enlumineurs placent les armes, le monogramme et l’emblème de la licorne. 

### Les manuscrits commandés par Catherine de Coëtivy
Lors de la mort de son mari Antoine de Chourses, Catherine de Coëtivy continue à développer son goût pour la collection de manuscrits. Elle fait des commandes, mais aussi des achats d’une vingtaine de manuscrits, avant sa mort. Les manuscrits qu’elle commande sont des livres appartenant à plusieurs catégories : les livres de littérature, les livres d’éducation, et les livres de piété. Peut-être dû à la liberté de son veuvage, les armes que Catherine de Coëtivy sont posées dans des formes particulières. Au début de son veuvage, Catherine de Coëtivy avait des relations avec le milieu royal : elle était membre des femmes mariées de l’hôtel de la reine Marguerite d’Autriche (1480-1530). Quelques années plus tard, elle repart dans les terres de son mari à Magné dans le Poitou. 

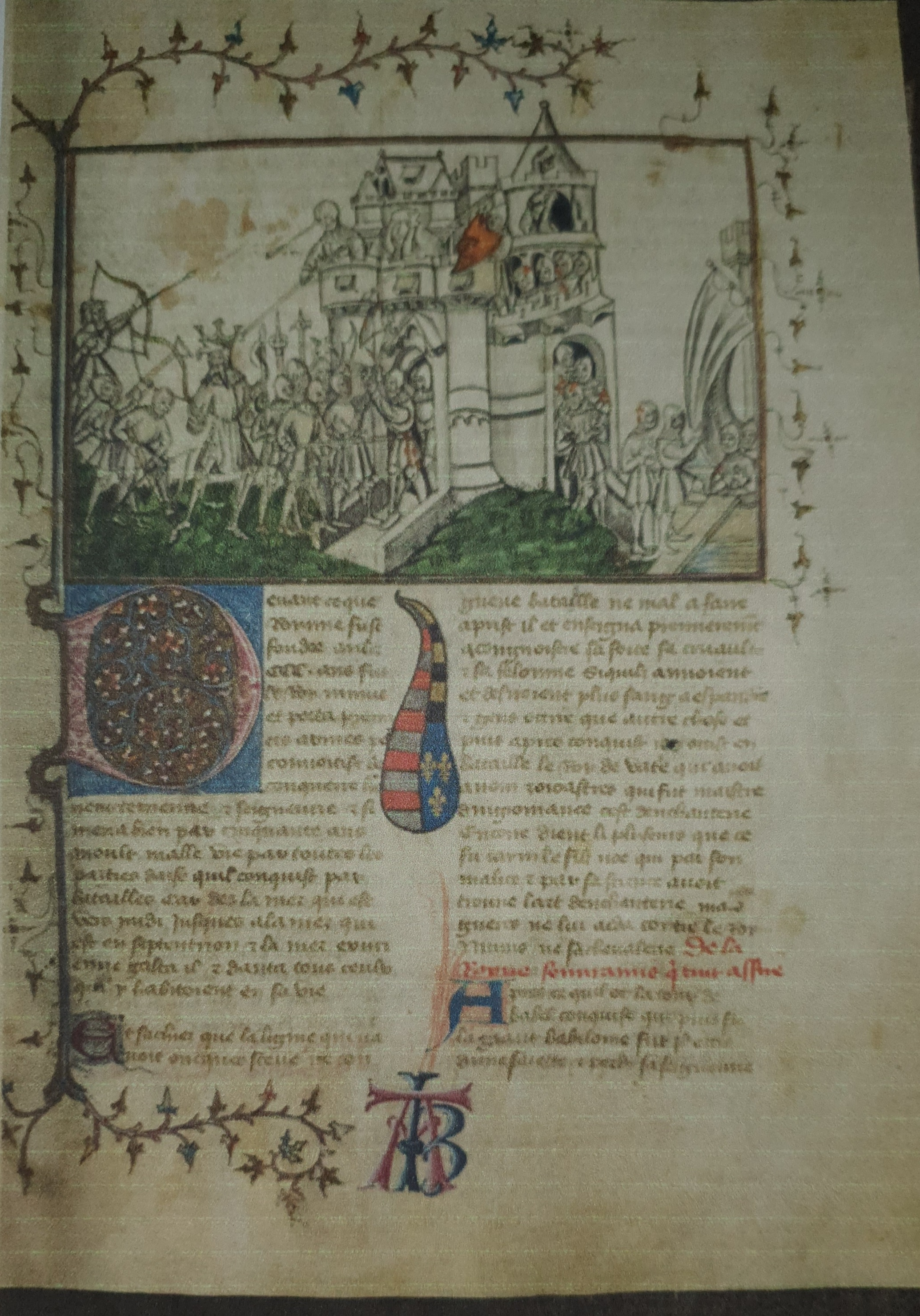
Histoire ancienne jusqu'à César, ms 0727, musée Condé, Chantilly, f.1.

Les manuscrits commandés par Catherine de Coëtivy lors de la période de son veuvage sont caractérisés par la présence des armes du couple, du monogramme « AK » du couple, de la devise « Là demeure » de Catherine et des attributs du deuil tels que des pensées et du bois mort. Les armoiries occupent un espace du folio qui est traditionnellement utilisé pour y placer les miniatures. Mais, sur quelques manuscrits, cet espace est occupé par des illustrations sommaires, traduisant un intérêt peu important pour les illustrations des manuscrits. L’intégralité des marques de possession placées dans les manuscrits de Catherine ont probablement été réalisées par le même enlumineur, que l’on peut nommer le Maître de Catherine de Coëtivy. En effet, la technique de l’artisan est perceptible dans toutes les marques de possession sur les différents ouvrages de la collection, de par les motifs utilisés qui sont les mêmes dans l’intégralité des manuscrits. Sa technique et les motifs qu’il utilise se rapprochent du style de l’enluminure de Tours, enluminure particulièrement innovante venue d’Italie et des Pays-Bas qu’ils fusionnent dans un nouveau style appelé « école de la Loire ». Dans l’Histoire ancienne jusqu’à César, qui n’est pas une commande, mais un achat d’occasion, les armes de Catherine de Coëtivy ont été placées dans une forme de larme. Cette forme est unique et fait sûrement référence à la période de veuvage que Catherine a vécu à la mort de son mari. Cette forme de larme est singulière dans les représentations d’armoiries : nous ne retrouvons aucunement cette forme dans les autres supports de l’héraldique tels que l’architecture, l’art sigillaire, etc. Outre les armoiries et le monogramme, à la mort de son époux, Catherine de Coëtivy fait apposer les attributs du deuil dans les marges des folios des manuscrits : les pensées et le bois mort. Ces deux éléments sont présents dans la Bible historiale : le bois mort se situe au centre et créer une séparation entre les deux colonnes de décoration et de texte, puis les pensées blanches et bleues ornent la marge et l’espace entourant les armoiries et le monogramme du couple. 
La collection du couple Antoine de Chourses et Catherine de Coëtivy est vue comme une collection bibliophilique où le plaisir de feuilleter les livres aux décors raffinés était primordial. Leur goût des marques de possession mêlé au désir de laisser un souvenir d’eux à la postérité avec la devise « Là demeure », enfin une certaine curiosité pour la production savante et pour les textes antiques. Le goût de Catherine pour les manuscrits et le fait qu’elle n’annotait aucun de ses manuscrits pose des questions. Catherine avait-elle un vrai goût pour les livres enluminés ? Achetait-elle des livres pour suivre le goût pour les livres des autres femmes ? Collectionnait-elle les livres pour suivre sa famille dans la collection de manuscrits enluminés ?

## Sources partielles
- « Catherine de Coëtivy », dans Alphonse-Victor Angot et Ferdinand Gaugain, Dictionnaire historique, topographique et biographique de la Mayenne, Laval, A. Goupil, 1900-1910 [détail des éditions] (BNF 34106789, présentation en ligne)
- S.C. Kaplan, « La Légende dorée, Paris, BnF, fr. 244-245 (1480-1485) : un manuscrit conçu pour Catherine de Coëtivy ? », dans Cynthia J. Brown, Anne-Marie Legaré, Les femmes, la culture et les arts en Europe entre Moyen Âge et Renaissance, Turnhout, Brepols, 2016 (DOI https://doi.org/10.1484/M.TCC-EB.5.107666), p. 197-220.
- Ambroise Ledru, Eugène Vallée, La Maison de Faudoas, Gascogne, Maine et Normandie A. Lemerre (Paris). 1907-1908  Voir en ligne